# Cassena caerulea
Cassena caerulea es una especie de insecto coleóptero de la familia Chrysomelidae.

## Distribución geográfica
Habita en Ternate (Indonesia).